# هيدروكسي إيثيل النشا
هيدروكسي إيثيل النشا ( HES )، الذي يُباع تحت الاسم التجاري فولوفين(Voluven) من بين أسماء أخرى، هو من موسعات حجم و يستخدم لعلاج نقص حجم الدم.  و يفضل عموما المحلول البلوري منه.  و يعطى عن طريق الحقن في الوريد. 
و تشمل آثاره الجانبية الشائعة على الحكة.  كما قد تشمل الآثار الجانبية الأخرى الحساسية المفرطة و النزيف وفشل القلب والصدمة أيضا .   قد يؤدي استخدامه لدى المرضى المصابين بأمراض خطيرة بزيادة خطر الوفاة و مشاكل في الكلى.  و هو محلول غرواني مصنّع. 
دخل هيدروكسي إيثيل النشا إلى الاستخدام الطبي في الستينيات.  و قيدت أوروبا استخدامها في عام 2013، و أزالتها من السوق في عام 2018 بسبب الآثار الجانبية المرتبطة به.   في الولايات المتحدة يكلف حوالي 80 دولارًا أمريكيًا لكيس سعة 500 مل اعتبارًا من عام 2021. 